# Le Cabinet du docteur Caligari (film, 2005)
Pour les articles homonymes, voir Caligari.
Pour plus de détails, voir Fiche technique et Distribution.
Le Cabinet du docteur Caligari (titre original : The Cabinet of Dr. Caligari) est un film direct-to-video américain, remake du film allemand du même nom de 1920, réalisé par David Lee Fisher.

## Synopsis
Dans une fête foraine, le docteur Caligari exhibe Cesare, un somnambule. Celui-ci prédit à un étudiant, Alan, qu'il vivra jusqu'à l'aube. Il est en effet assassiné dans son lit. Son ami Francis soupçonne Caligari.

## Fiche technique
- Titre : Le Cabinet du docteur Caligari
- Titre original : The Cabinet of Dr. Caligari
- Réalisation : David Lee Fisher
- Scénario : David Lee Fisher, Hans Janowitz, Carl Mayer
- Production : Paula Elins, Leonard McLeod, Highlander Films
- Musique : Eban Schletter
- Photographie : Christopher Duddy
- Montage : David Lee Fisher
- Direction artistique : Kim Richey, Michael J. Bertolina
- Costumes : Paula Elins
- Pays d'origine :  États-Unis
- Langue : anglais
- Genre : Thriller / Horreur
- Durée : 76 minutes

## Distribution
- Judson Pearce Morgan (en) : Francis Geist
- Daamen J. Krall : Dr. Daamen Caligari
- Doug Jones : Cesare
- Neil Hopkins : Alan
- William Gregory Lee : Joseph Stern
- Time Winters (de) : Dr. Gabriel Stern
- Richard Herd : Hans Raab
- Tim Russ : employé municipal

## Récompenses et distinctions

### Récompenses
- Saturn Award 2008 :
  - Saturn Award de la meilleure édition DVD
- Screamfest Horror Film Festival (en) 2005 :
  - Prix du public
  - Meilleure photographie
  - Meilleurs effets spéciaux